# زمین‌لرزه ۱۹۷۹ مونته‌نگرو
زمین‌لرزه مونته‌نگرو  در تاریخ ۱۵ آوریل ۱۹۷۹ میلادی، برابر با ‎۲۶ فروردین ۱۳۵۸، ساعت ۶:۱۹:۴۴ به زمان یوتی‌سی در مونته‌نگرو رخ داد. ژرفای این زلزله ۱۵ کیلومتر بود، و بزرگی آن ۶٫۹ در مقیاس Mw اعلام شده‌است. زمین‌لرزه به وقت محلی در روز یکشنبه، ساعت ۷ روی داده و منطقه زمانی آن یوتی‌سی +۱ بوده‌است (با لحاظ تغییر ساعت تابستانی).
سازمان زمین‌شناسی آمریکا نیز رومرکز این زمین‌لرزه را در مختصات ۴۲°۰۵′۴۶″شمالی ۱۹°۱۲′۳۲″شرقی / ۴۲٫۰۹۶°شمالی ۱۹٫۲۰۹°شرقی و ژرفای آن را در ۱۰ کیلومتر گزارش کرده‌است. بزرگی برگزیدهٔ این سازمان از میان بزرگیهای محاسبه‌شدهٔ مختلف ۶٫۹ در مقیاس ML بوده و از دید اثر، در میان چهار دسته‌بندی «نامحسوس»، «محسوس»، «زیان‌آور» یا «با تلفات»، زلزله را «با تلفات» اعلام کرده‌است.سونامی نیز در این زلزله گزارش شده‌است.
پروژهٔ «تنسور گشتاور مرکزوار» زاویه‌های (راستا، شیب، ریک) گسل سازندهٔ زمین‌لرزه و صفحه عمود بر آن را (°۳۲۸، °۱۴، °۱۱۰) یا (°۱۲۷، °۷۷، °۸۵) و نوع گسل را «معکوس» فرارسانده‌است.
شمار کشتگان زلزله حدود ۱۵۶ نفر بوده‌است.تعداد زخمیان ۱۴۴۶ نفر برآورده شده‌است.بی‌خانمان شدگان نیز ۱۰۰۰۰۰ نفر اعلام شده‌است.